# Högelid-Örletjärnen
Högelid-Örletjärnen är en sjö i Bengtsfors kommun i Dalsland och ingår i Göta älvs huvudavrinningsområde.